# معركة أيا درانج
معركة أيا درانج (بالإنجليزية: Battle of Ia Drang)‏ كانت من أولى المعارك الكبرى التي وقعت بين قوات الولايات المتحدة، وقوات جيش فيتنام الشعبي التابعة لفيتنام الشمالية على حد تعبير الأمريكيين، حيث بدأت في 14 نوفمبر واستمرت حتى 18 نوفمبر 1965، وذلك على اثنين من سفوح المرتفعات الوسطى في فيتنام الجنوبية. استمدت المعركة اسمها من «وادي ونهر درانغ» المكان الذي وقعت فيه.

## معلومات اساسية
طرأت في الفترة بين عامي 1963 و1964 سلسلة من الأحداث السياسية والعسكرية التي كان لها تبعات خطيرة على قدرات الجيش الجمهوري الفيتنامي (ARVN) القوى الرئيسية في فيتنام الجنوبية، خصوصا أن الجيش تلقى أوامره من الرئيس «نغو دين ديم» بتفادي الصدام مع ما أصبح يعرف؛ بفضل ترويج الدعاية الأمريكية، «الفيتكونغ». مما فتح المجال أمام قوات جيش فيتنام الشعبي والفيتكونغ اتدريب والنمو دون اعتراض. واستمر الوضع حتى بعد الإطاحة بنظام الحكم، حيث لم الرغبة موجودة لدى كبار القادة من خلق أية مواحهة مع الفيتكونغ.

## Mk
1. 1 2 3  Smedberg, M(2008), Vietnamkrigen: 1880-1980. Historiska Media, p. 138